# Бойни
Бойни (укр. Бойні) — село на Украине в Боровском поселковом совете Боровского района Харьковской области. Основано в 1675 году.
Код КОАТУУ — 6321055101. Население по переписи 2001 года составляло 73 человека, 35 и 38 мужчин и женщин соответственно.

## Географическое положение
Село находится на левом берегу Оскольского водохранилища (река Оскол) в месте впадения в него небольшой реки Боровая.
От водохранилища село отделяет небольшой сосновый лес.
Село примыкает к поселку Боровая.
Через село проходит железная дорога, ближайшая станция Преддонбассовская.
По селу проходит автомобильная дорога Т-2109.

## История
- 1675 — дата основания села.